# Alexander Leipold
Alexander Leipold (né le 2 juin 1969 à Alzenau) est un lutteur allemand. 
Il a remporté le titre de champion d'Allemagne à onze reprises. Il a été trois fois champion d'Europe, et champion du monde en 1994 en catégorie 68 kg.
Il a remporté le tournoi lors de Jeux olympiques d'été de 2000, mais sa médaille d'or lui a été retirée pour infraction à la législation antidopage,. La fédération allemande l'a immédiatement suspendu pour dopage positif à la nandrolone.

## Autres activités
En 2014, il participe à la 11ème saison de l'émission Let's Dance sur RTL avec la danseuse roumano-allemande Oana Nechiti.